# 리벤지: 복수의 시작
《리벤지:복수의 시작》(영어: No Beast So Fierce, 이전 제목 영어: Kill for Me)은 미국에서 제작된 팀 매캔 감독의 2016년 스릴러 드라마 영화이다. 베일리 체이스 등이 출연하였다.

## 출연
- 베일리 체이스
- 캐스린 어비
- 딜런 베이커
- 조니 홉킨스